# Shōdō satsujin: Musuko yo
Pour plus de détails, voir Fiche technique et Distribution.
Shōdō satsujin: Musuko yo (衝動殺人 息子よ) est un film japonais réalisé par Keisuke Kinoshita, sorti en 1979.

## Synopsis
Un homme dont le fils a été assassiné se bat pour faire passer des lois pour l'indemnisation des familles de victimes.

## Fiche technique
- Titre : Shōdō satsujin: Musuko yo
- Titre original : 衝動殺人 息子よ
- Titres anglais : Oh, My Son! / My Son! My Son! / Impulse Murder
- Réalisation : Keisuke Kinoshita
- Scénario : Keisuke Kinoshita et Ryōji Sunada (ja), d'après une œuvre de Hideo Satō (ja)
- Musique : Chūji Kinoshita (ja)
- Photographie : Kōzō Okazaki
- Décors : Shigemori Shigeta
- Montage : Yoshi Sugihara
- Production : Toshihiro Iijima (en) et Shigemi Sugisaki
- Société de production : Shōchiku et Tokyo Broadcasting System
- Pays de production :  Japon
- Langue originale : japonais
- Genre : Drame
- Durée : 131 minutes[1]
- Dates de sortie : 
  - Japon : 15 septembre 1979[1]

## Distribution
- Tomisaburō Wakayama : Shuzo Kawase
- Hideko Takamine : Yukie Kawase
- Ken Tanaka : Takeshi Kawase
- Shinobu Ōtake : Tagiri
- Masaomi Kondō : Matsuzaki
- Isao Bitō : Sakai
- Makoto Fujita (en) : Nakazawa
- Gō Katō : Nakatani
- Tokue Hanazawa : Masuda
- Kenji Takaoka : Yoshikawa
- Sayuri Yoshinaga : Yasuko Shibata
- Akiko Nomura : Inoue
- Takahiro Tamura : Hirayama
- Tamao Nakamura : Kitamura
- Isao Hashimoto : Nakayama
- Sanae Takasugi : Kazuyo Sakai
- Tomonori Yoshida : Satoru Taguchi

## Distinctions
Le film a été nommé pour huit Japan Academy Prizes et a reçu celui du meilleur acteur pour Tomisaburō Wakayama.